# Diana Romagnoli
Diana Romagnoli Takouk (Männedorf, 14 febbraio 1977) è una schermitrice svizzera, vincitrice di una medaglia d'argento nella scherma ai giochi olimpici.

## Palmarès
In carriera ha conseguito i seguenti risultati:
- Giochi olimpici

Sydney 2000: argento nella spada a squadre.
- Mondiali di scherma

Seul 1999: argento nella spada individuale.
Nimes 2001: argento nella spada a squadre.
- Europei di scherma

Funchal 2000: oro nella spada a squadre.